# Lasippa calayana
Lasippa calayana är en fjärilsart som beskrevs av Hans Fruhstorfer 1908. Lasippa calayana ingår i släktet Lasippa och familjen praktfjärilar. Inga underarter finns listade i Catalogue of Life.